# Dança acrobática

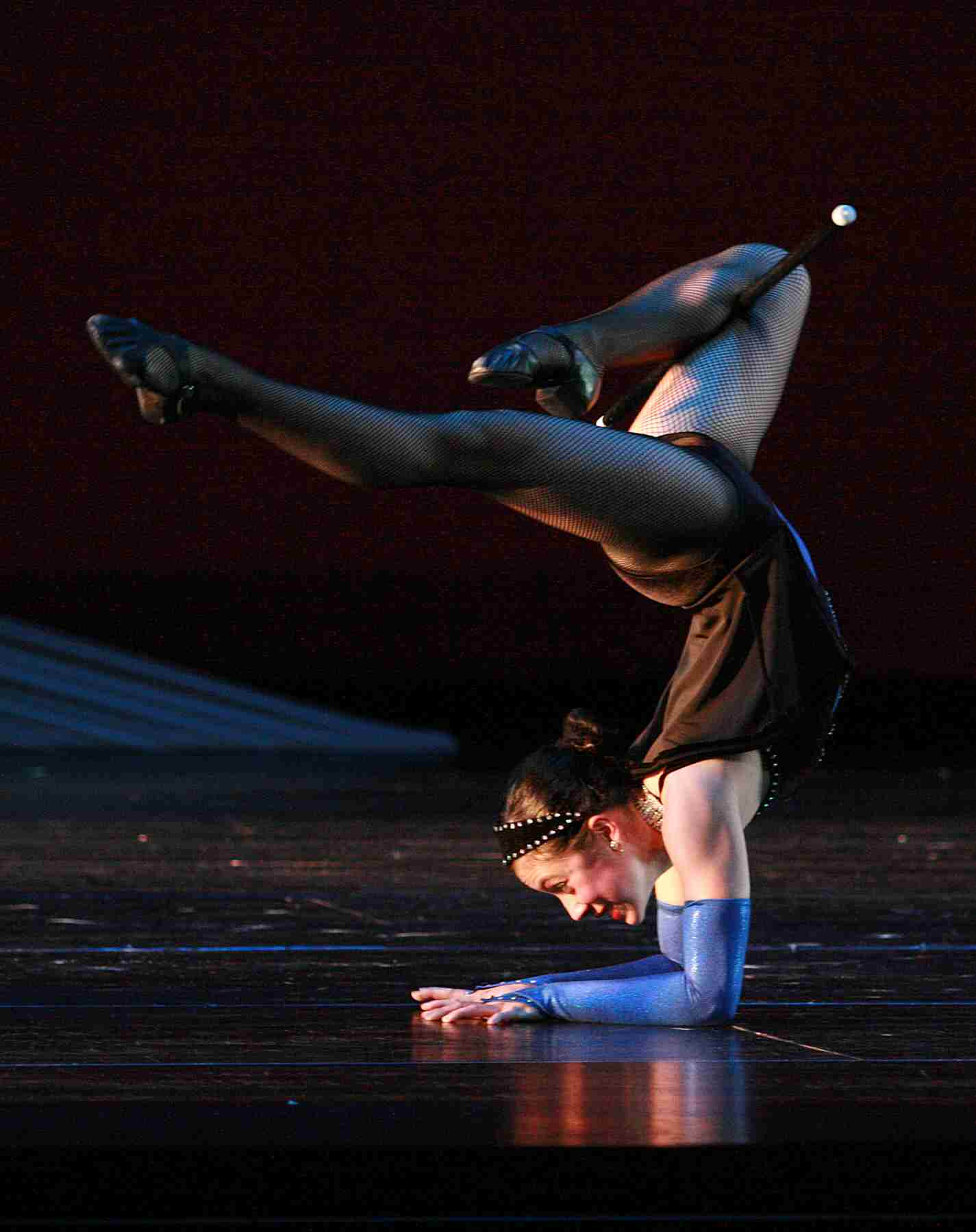
Um elbow stand (parada nos cotovelos), realizado como parte de uma rotina de dança acrobática

A dança acrobática (ou simplesmente acro) é um estilo de dança que combina a técnica da dança clássica com elementos acrobáticos. É caracterizada por seu aspecto atlético, por uma coreografia única que mescla dança e acrobacia, e pelo uso da acrobacia dentro de um contexto dançado.
É um estilo popular tanto em competições amadoras de dança competitiva quanto em produções profissionais de teatro e no circo contemporâneo, como nas apresentações do Cirque du Soleil. Isso contrasta com modalidades como a ginástica acrobática, ginástica artística e ginástica rítmica, que são esportes que utilizam elementos de dança dentro de um contexto ginástico e são regulados por organizações como a FIG, obedecendo a um código de pontuação específico.
A dança acrobática também é conhecida por outros nomes, como dança acrobática ou dança ginástica, embora o termo acro seja o mais comum entre dançarinos e profissionais da área.
A acro é considerada um dos estilos de dança mais desafiadores, pois exige que o dançarino seja treinado tanto em técnica de dança quanto em habilidades acrobáticas.

## História

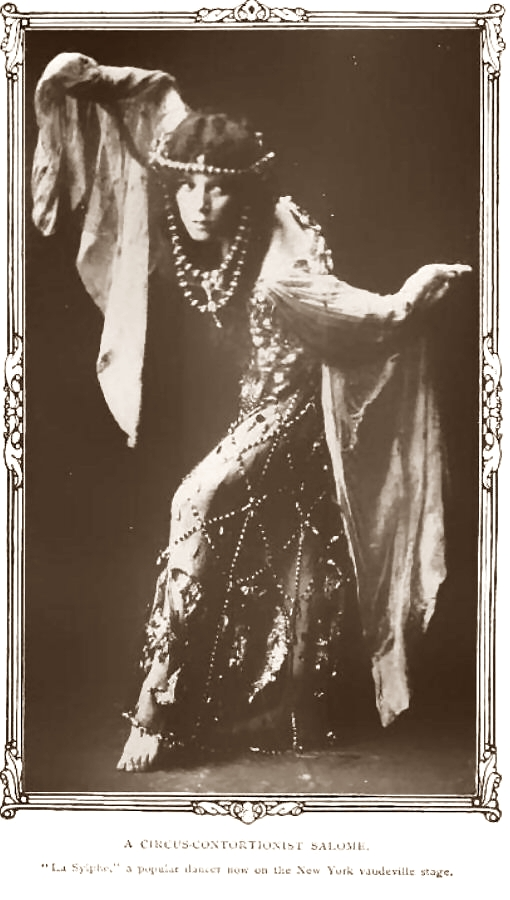
A dançarina de vaudeville La Sylphe (c. 1908)

A dança acrobática surgiu nos Estados Unidos e no Canadá no início do século XX, como uma das atrações típicas do vaudeville. Embora atos de dança e acrobacia já fossem realizados separadamente no vaudeville desde décadas anteriores, foi apenas nos primeiros anos do século XX que se tornou popular a combinação entre movimentos de dança e acrobacia em um mesmo número.
O estilo não surgiu de forma repentina; ele se desenvolveu gradualmente, em diversas formas, ao longo do tempo. Por esse motivo, não há um único artista identificado como seu criador. Sherman Coates (1872–1912), que se apresentava com o grupo Watermelon Trust entre 1900 e 1914, foi lembrado por colegas como o primeiro dançarino acrobático que haviam visto.
Outro dos primeiros artistas documentados foi Tommy Woods, que ficou conhecido por sua dança acrobática em câmera lenta na peça musical Shuffle Along, na qual realizava movimentos acrobáticos perfeitamente sincronizados com a música.
Em 1914, a acrobata Lulu Coates fundou os Crackerjacks, uma trupe popular de vaudeville que incluía dança acrobática em seu repertório até a dissolução do grupo em 1952. Outras companhias de vaudeville também mesclaram acrobacias e dança em seus espetáculos, como os irmãos Gaines, e Miriam (a "acrobatic tapper"), que se apresentou com Wells & The Four Fays ("Tumbling Acrobats") no programa The Ed Sullivan Show em 9 de fevereiro de 1964.
Desde o declínio do vaudeville, a dança acrobática passou por uma evolução multifacetada até atingir a forma atual. O aspecto mais significativo dessa evolução foi a incorporação da técnica do balé como base para os movimentos, conferindo à dança acrobática moderna uma precisão de forma e execução que estava ausente nas versões antigas. Além disso, as danças acrobáticas do vaudeville muitas vezes eram meramente acrobacias acompanhadas de música, enquanto o acro contemporâneo é fundamentalmente dança — com os movimentos acrobáticos integrados a um contexto coreográfico.

## Características
Uma característica marcante da dança acrobática é a transição suave e graciosa entre os movimentos de dança e os movimentos acrobáticos. Para que uma coreografia seja considerada dança acrobática, é necessário que ela possua uma porcentagem significativa de movimento técnico de dança em relação ao conteúdo acrobático. Por exemplo, uma rotina de solo da ginástica artística não é considerada dança acrobática, pois possui pouco ou nenhum movimento técnico de dança em comparação com os elementos acrobáticos, além de carecer de transições fluidas entre os dois estilos. A dança acrobática também não utiliza aparelhos de apoio, como ocorre na ginástica acrobática.

### Técnica de dança
Os movimentos de dança na dança acrobática são fundamentados em estilos como balé, jazz, lírica, contemporânea e dança moderna. Embora os movimentos de acro não se limitem a esses estilos, a ausência completa deles normalmente faz com que a coreografia seja classificada como outro tipo de dança (por exemplo, breakdance).[carece de fontes?]

### Elementos acrobáticos
Os movimentos acrobáticos e de equilíbrio, inspirados em acrobacias e ginástica, realizados na dança acrobática são chamados de truques. Esses truques variam amplamente em complexidade e exigência técnica. Além da habilidade individual dos dançarinos, o tipo de truques também depende do número de participantes na coreografia.
Truques individuais podem ser executados por dançarinos solo ou em grupos. Exemplos comuns incluem:
| Truques individuais na dança acrobática: - Ponte / arco - Estrela - Round-off - Front walkover (ponte frontal) - Back walkover (ponte para trás) - Valdez - Extensões de perna - Parada de mão - Parada de mão em arco e flecha - Parada de mão hollowbody - Rolamentos divididos para trás - Ilusões - Chest stand - Equilíbrio de cotovelo / antebraço - Handspring - Kip-up - Aéreo lateral - Mortal à frente - Mortal para trás - Mortal layout | - Front aerial - Hand walking - Valdez - Ponte frontal com uma mão |

Segundo BethanyRose Boutwell, professora de dança acrobática em Salt Lake City desde 2012, "força, flexibilidade e equilíbrio são pilares fundamentais da dança acrobática, e posturas frequentemente inspiradas na contorção são utilizadas ao lado das acrobacias e da técnica de dança".
Um exemplo de força necessária é a execução de uma parada de mão a partir do chão (press up handstand).
| Posturas de flexibilidade na dança acrobática individual | - Ponte / Arco - Espacate direito - Espacate esquerdo - Espacate central - Chest stand - Parada de mão em arco e flecha - Parada de mão hollowbody |

Truques em dupla — também chamados de truques de parceria — são inspirados em danças a dois (como os estilos de salão e latinos), acrobacias circenses (adagio) e só podem ser executados por dois dançarinos. Um exemplo é o pitch tuck, no qual um dos dançarinos forma uma "sela" com as mãos, impulsionando o parceiro para um salto com rotação que termina com aterrissagem nos pés. Os pares também podem realizar elevações e movimentos de adagio, além dos truques propriamente ditos.
| Truques em dupla na dança acrobática: - Ponte dupla (partner limber) - Estrela dupla - Partner barrel - Shoulder stand (equilíbrio nos ombros) - Lawnmower - Pitch tuck - Swizzle | - Lawnmower - Pitch tuck - Swizzle - Shoulder stand |

Truques em grupo geralmente exigem três ou mais dançarinos, mas a fluidez nas transições continua sendo essencial para que a coreografia seja caracterizada como dança acrobática. Exemplos incluem:
- Pirâmide de pontes
- Estrela tripla

## Vestuário

### Calçados

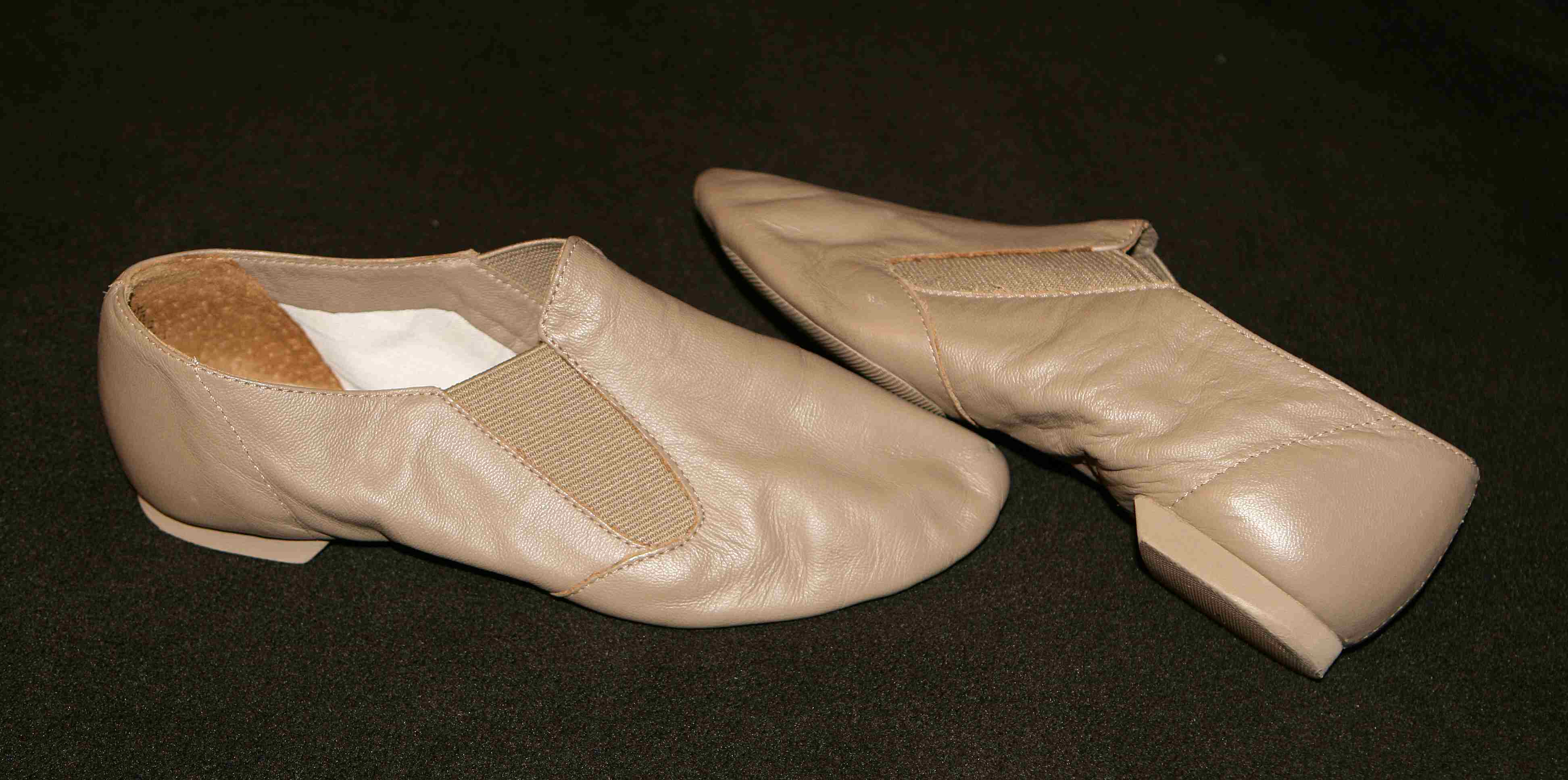
Um par de sapatos para dança acrobática

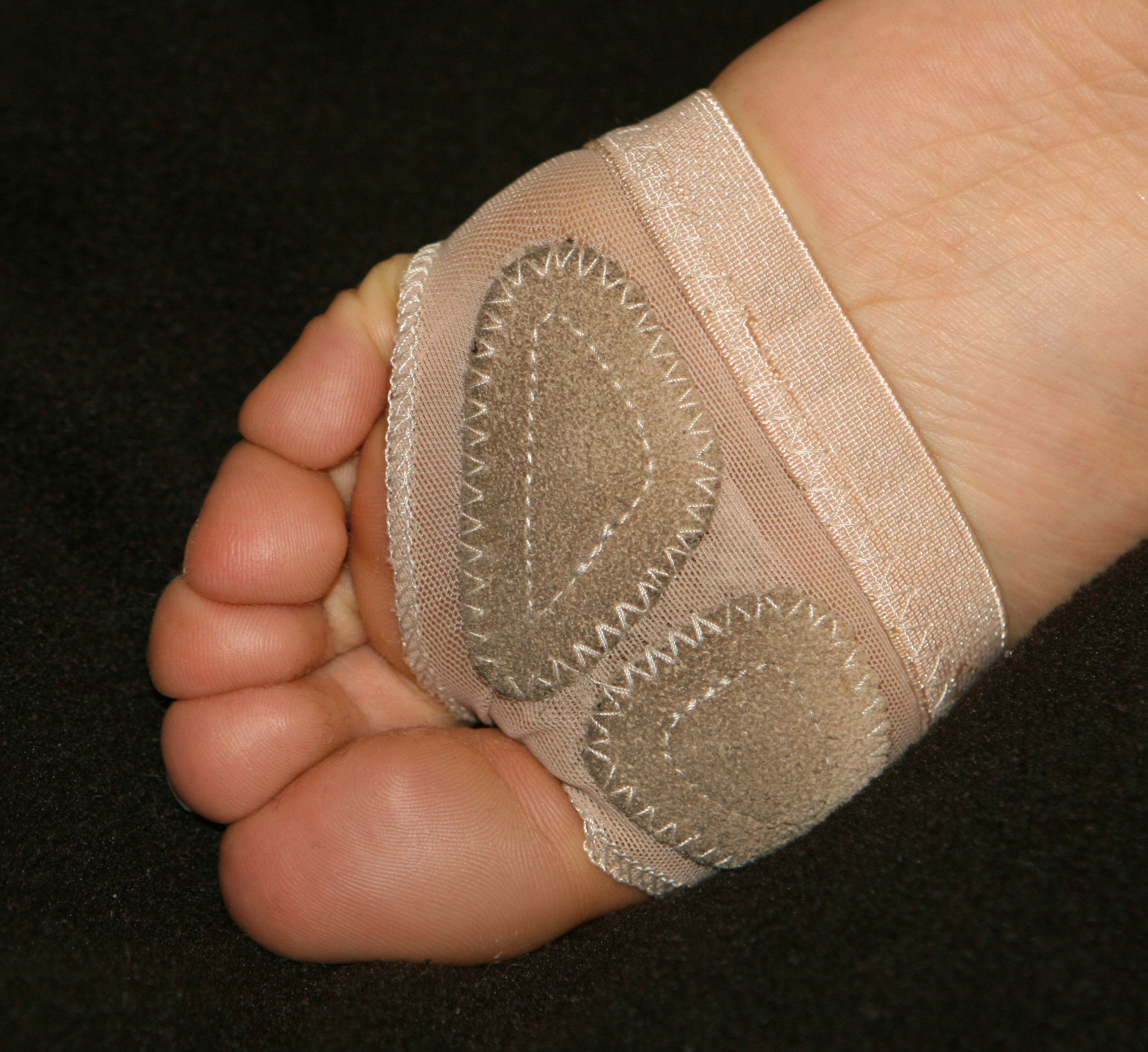
Um foot thong, visto por baixo

As coreografias de dança acrobática são normalmente apresentadas em palcos rígidos, com superfícies muito variadas. Esses pisos diferem significativamente do solo da ginástica artística, que é construído com camadas de amortecimento e piso de mola. Enquanto os ginastas geralmente se apresentam descalços e dependem do solo padrão da ginástica para tração e amortecimento, os dançarinos acrobáticos raramente dançam descalços. Em vez disso, usam calçados específicos, como sapatos acrobáticos ou foot thongs, para obter a tração e o amortecimento necessários.
Todos os tipos mais comuns de calçado para acro oferecem tanto tração quanto amortecimento. Além disso, como as superfícies de apresentação frequentemente são ásperas, os calçados também precisam proteger a sola do pé contra abrasões na pele. Essa proteção é particularmente importante na parte frontal do pé (bola do pé), que sofre grande atrito durante giros e saltos. A tração é essencial para evitar escorregamentos laterais que poderiam causar quedas perigosas sobre pisos duros. O amortecimento ajuda a suavizar o impacto de truques como tucks e layouts, em que os pés tocam o chão com alta velocidade. Esse amortecimento é especialmente importante na ausência de pisos Marley, pois superfícies descobertas não têm qualquer tipo de amortecimento e podem ser extremamente duras e inflexíveis.

#### Sapatos para dança acrobática
Os dançarinos acrobáticos geralmente usam sapatos de dança jazz, que são comumente chamados de sapatos acrobáticos por quem pratica o estilo. Dependendo do fabricante, também podem ser chamados de botas de jazz, botas de tornozelo jazz ou jazz booties. Normalmente, são sapatos sem cadarços, de couro justo ao pé, projetados para impedir que os pés se movimentem dentro do calçado. Graças ao couro fino e flexível e à sola dividida, esses sapatos oferecem excelente flexibilidade, permitindo boa forma de dança e controle acrobático. A sola, feita de borracha composta macia, oferece alta tração e amortecimento, além de ótima proteção contra abrasões, cobrindo toda a planta do pé.

#### Foot thongs
Menos comum entre os dançarinos acrobáticos é o uso de foot thongs (literalmente, "tanga de pé"), também conhecidos pelos nomes comerciais Dance Paws e FootUndeez. Esses acessórios são coberturas parciais do pé, que protegem apenas a bola do pé. São, às vezes, preferidos por razões estéticas. Em particular, os modelos de cor de pele proporcionam a aparência de pés descalços, ao mesmo tempo em que oferecem parte da tração, amortecimento e proteção contra abrasão proporcionados pelos sapatos acrobáticos.

### Vestuário

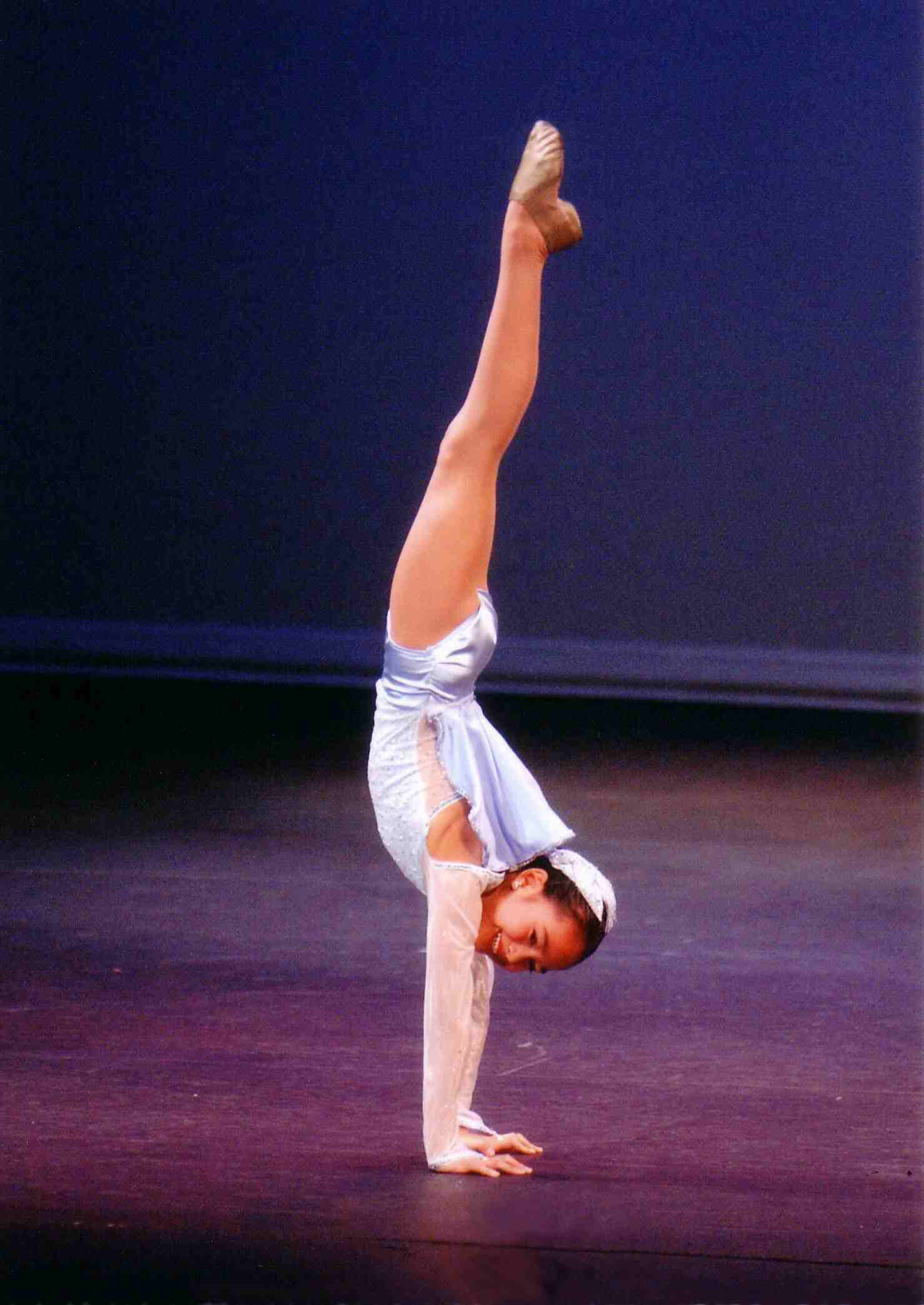
A saia deste figurino é curta para não tocar o adereço de cabeça quando a dançarina está invertida

Dançarinos de acro geralmente usam roupas flexíveis e ajustadas ao corpo por motivos de segurança e estética. Roupas justas são preferidas às largas porque se movem de forma sincronizada com o corpo, o que é essencial para manter o controle durante a execução de truques. A perda de controle pode resultar em lesões graves. Além da questão da segurança, as roupas justas também ajudam a destacar as linhas corporais dos dançarinos, o que pode aumentar significativamente o impacto visual da performance.
Nas competições, os dançarinos de acro frequentemente utilizam figurinos especialmente desenhados para apresentações. Esses trajes podem incluir peças soltas, como saias curtas, cujos tamanhos e posicionamentos são cuidadosamente planejados para evitar riscos à segurança. Como precaução extra, essas saias são, às vezes, presas ou costuradas na parte traseira, abaixo da cintura, para que não fiquem penduradas quando o dançarino estiver de cabeça para baixo, como em caminhadas com as mãos. Isso evita que a saia entre em contato com o cabelo do dançarino ou com o adereço de cabeça, o que poderia causar distração ou acidentes.

## Acro competitivo
A dança acrobática não possui uma definição uniforme dentro da dança competitiva. Algumas competições exigem que a coreografia contenha no mínimo quatro ou cinco truques acrobáticos, com no máximo cinquenta por cento de conteúdo acrobático. Outras, no entanto, requerem que a rotina tenha exatamente ou mais de cinquenta por cento de acrobacias.

Além disso, em alguns eventos competitivos, a dança acrobática é enquadrada em uma categoria específica, como "dança acrobática", enquanto em outros pode ser incluída em categorias semelhantes, como "acro/ginástica", ou ainda em categorias alternativas, como "aberta". Por conta dessas variações, uma mesma coreografia de acro pode precisar ser inscrita em categorias diferentes, dependendo da competição.